# Plagiaulacida
Plagiaulacida é uma subordem de mamíferos extinta pertencente à ordem dos Multituberculata. O multitubercolados estavam entre os mamíferos mais comuns do Mesozóico, a idade dos dinossauros. O plagiaulácidos, uma subordem informal, são os mais basais do grupo, e viveram desde o Jurássico ao Cretáceo inferior do hemisfério boreal.
Kielan-Jaworowska e Hurum (2001) dividiu os Plagiaulacida em três ramos informais, cada um dos quais parece representar um grupo natural (um antepassado comum e todos os seus descendentes). Todavia, são necessárias análises mais profundas para se chegar a uma conclusão definitiva.

## Taxonomia

### Taxonomia
| Subgrupos |
| --- |

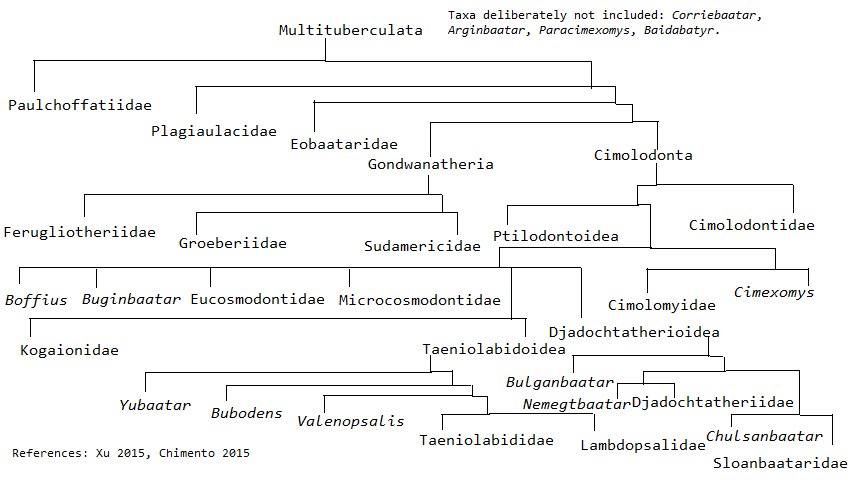
Árvore filogenética multituberculada

| Com base nos trabalhos combinados do Mikko's Phylogeny Archive e Paleofile.com.[carece de fontes?] Subordem †Plagiaulacida Simpson 1925 - Género ?†Argillomys Cifelli, Gordon & Lipka 2013 - Espécie †Argillomys marylandensis Cifelli, Gordon & Lipka 2013 - Género ?†Janumys Eaton & Cifelli 2001 - Espécie †Janumys erebos Eaton & Cifelli 2001 - Super família †Allodontoidea Março 1889 - Género †?Glirodon Engelmann & Callison, 2001 - Espécie †G. grandis Engelmann & Callison, 2001 - Família †Arginbaataridae Hahn & Hahn, 1983 - Género †Arginbaatar Trofimov, 1980 - Espécie †A. dmitrievae Trofimov, 1980 - Família †Zofiabaataridae Bakker, 1992 - Género †Zofiabaatar Bakker & Carpenter, 1990 - Espécie †Z. pulcher Bakker & Carpenter, 1990 - Família †Allodontidae Marsh, 1889 - Género †Passumys Cifelli, Davis & Sames 2014 - Espécie †Passumys angelli Cifelli, Davis & Sames 2014 - Género †Ctenacodon Marsh, 1879 - Espécie †C. serratus Pântano, 1879 - Espécie †C. nanus Pântano, 1881 - Espécie †C. laticeps (Marsh, 1881) [Allodon laticeps Marsh 1881] - Espécie †C. scindens Simpson, 1928 - Género †Psalodon Simpson, 1926 - Espécie †P. potens (Marsh, 1887) [Ctenacodon potens Marsh 1887] - Espécie †P. fortis (Marsh, 1887) Simpson 1929 [Allodon fortis <pequeno>Marsh 1887</pequeno>] - Espécie †P. marshi Simpson, 1929 - Super família †Paulchoffatioidea Hahn 1969 sensu Hahn & Hahn 2003 - Género ?†Mojo Hahn, LePage & Wouters 1987 - Espécie †Mojo usuratus Hahn, LePage & Wouters 1987 - Género ?†Rugosodon Yuan et al., 2013 - Espécie †Rugosodon eurasiaticus Yuan et al., 2013 - Família †Pinheirodontidae Hahn & Hahn, 1999 - Género †Bernardodon Hahn & Hahn, 1999 - Espécie †B. atlanticus Hahn & Hahn, 1999 - Espécie †B. sp. Hahn & Hahn, 1999</pequeno> - Género †Cantalera Badiola, Canudo & Cuenca-Bescos, 2008 - Espécie †Cantalera abadi Badiola, Canudo & Cuenca-Bescos, 2008 - Género †Ecprepaulax Hahn & Hahn, 1999 - Espécie †E. anomala Hahn & Hahn, 1999 - Género †Gerhardodon Kielan-Jaworowska & Ensom, 1992 - Espécie †G. purbeckensis Kielan-Jaworowska & Ensom, 1992</pequeno> - Género †Iberodon <pequeno>Hahn & Hahn, 1999 - Espécie †I. quadrituberculatus Hahn & Hahn, 1999 - Género †Lavocatia Canudo & Cuenca-Bescós, 1996 - Espécie †L. alfambrensis Canudo & Cuenca-Bescós, 1996 - Género †Pinheirodon Hahn & Hahn, 1999 - Espécie †P. pygmaeus Hahn & Hahn, 1999 - Espécie †P. vasto Hahn & Hahn, 1999 - Família †Paulchoffatiidae Hahn, 1969 - subfamília †Paulchoffatiinae Hahn, 1971 - Género †Pseudobolodon Hahn, 1977 - Espécie †[[Pseudobolodon small>Hahn, 1987 - Espécie †H. naias Hahn, 1987 - Género †Guimarotodon Hahn, 1969 - Espécie †G. leiriensis Hahn, 1969 - Género †Meketibolodon (Hahn, 1978) Hahn, 1993 - Espécie †M. robustus (Hahn, 1978) Hahn, 1993 [Pseudobolodon robusutus Hahn 1978] - Género †Plesiochoffatia Hahn & Hahn, 1999 [Parachoffatia Hahn & Hahn 1998 não Mangold 1970] - Espécie †P. thoas (Hahn & Hahn, 1998) Hahn & Hahn 1999 [Parachoffatia thoa Hahn & Hahn 1998] - Espécie †P. peparethos (Hahn & Hahn, 1998) Hahn & Hahn 1999 [Parachoffatia peparethos Hahn & Hahn 1998] - Espécie †P. staphylos (Hahn & Hahn, 1998) Hahn & Hahn 1999 [Parachoffatia staphylos Hahn & Hahn 1998] - Género †Xenachoffatia Hahn & Hahn, 1998 - Espécie †X. opinião Hahn & Hahn, 1998 - Género †Bathmochoffatia Hahn & Hahn, 1998 - Espécie †B. hapax Hahn & Hahn, 1998 - Género †Kielanodon Hahn, 1987 - Espécie †K. hopsoni Hahn, 1987 - Género †Meketichoffatia Hahn, 1993 - Espécie †M. krausei Hahn, 1993 - Género †Renatodon Hahn, 2001 - Espécie †Renatodon amalthea Hahn, 2001 - Subfamília †Kuehneodontinae Hahn, 1971 - Género †Kuehneodon Hahn, 1969 - Espécie †K. dietrichi Hahn, 1969 - Espécie †K. barcasensis Hahn & Hahn, 2001 - Espécie †K. dryas Hahn, 1977 - Espécie †K. guimarotensis Hahn, 1969 - Espécie †K. hahni Antunes, 1988 - Espécie †K. simpsoni Hahn, 1969 - Espécie †K. uniradiculatus Hahn, 1978 Predefinição:Recolher topo - Super família †Plagiaulacoidea Ameghino, 1894 - Família †Plagiaulacidae Gill, 1872 sensu Kielan-Jaworowska & Hurum, 2001 [Bolodontidae Osborn 1887] - Género ?†Morrisonodon Hahn & Hahn, 2004 - Espécie †Morrisonodon brentbaatar (Bakker, 1998) Hahn & Hahn, 2004 [Ctenacodon brentbaatar Bakker, 1998] - Género †Plagiaulax Falconer, 1857 - Espécie †P. becklesii Falcoeiro, 1857 - Espécie †P. dawsoni Woodward, 1891 [Plioprion dawsoni Woodward, 1891; Loxaulax dawsoni (Woodward, 1891) Sloan, 1979] - Género †Bolodon Owen, 1871 [Plioprion Cope, 1884] - Espécie †B. crassidens Owen, 1871 - Espécie †B. falconeri Owen, 1871 [Pligiaulax falconeri Owen, 1871; Plioprion falconeri (Owen, 1871)] - Espécie †B. hydei Cifelli, Davis & Sames, 2014 - Espécie †B. menor Falcoeiro, 1857 [Pligiaulax menor Falcoeiro, 1857; Plioprion minor (Falconer, 1857)] - Espécie †B. osborni Simpson, 1928</pequeno> [Plioprion osborni (Simpson, 1928); Ctenacodon osborni <pequeno>Simpson, 1928] - Espécie ?†[[Bolodon elongatusmall>Kielan-Jaworowska, Dashzeveg & Trofimov, 1987 - Género †Eobaatar Kielan-Jaworowska, Dashzeveg & Trofimov, 1987 - Espécie †E. clemensi Sweetman, 2009 - Espécie †E. hispânico Hahn & Hahn, 1992 - Espécie †E. magnus Kielan-Jaworowska, Dashzeveg & Trofimov, 1987 - Espécie †E. menor Kielan-Jaworowska, Dashzeveg & Trofimov, 1987 - Espécie †E. pajaronensis Hahn & Hahn, 2001 - Género †Hakusanobaatar Kusuhashi et al., 2008 - Espécie †H. matsuoi Kusuhashi et al., 2008 - Género †Heishanobaatar Kusuhashi et al., 2010 - Espécie †H. triangulus Kusuhashi et al., 2010 - Género †Iberica Badiola et al., 2011 - Espécie †Iberica hahni Badiola et al., 2011 - Género †Liaobaatar Kusuhashi et al., 2009 - Espécie †L. changi Kusuhashi et al., 2009 - Género †Loxaulax Simpson, 1928 [Parendotherium Crusafont Pairó & Adrover, 1966] - Espécie †L. valdensis (Woodward, 1911) Simpson, 1928[Dipriodon valdensis Woodward, 1911] - Espécie †L. herreroi (Crusafont Pairó & Adrover, 1966) [Parendotherium herreroi <pequeno>Crusafont Pairó & Adrover 1966] - Género †Monobaatar <pequeno>Kielan-Jaworowska, Dashzeveg & Trofimov, 1987 - Espécie †M. mimicus Kielan-Jaworowska, Dashzeveg & Trofimov, 1987 - Género †Sinobaatar Hu & Wang, 2002 - Espécie †S. lingyuanensis Hu & Wang, 2002 - Espécie †S. xiei Kusuhashi et al., 2009 - Espécie †S. fuxinensis Kusuhashi et al., 2009 - Género †Tedoribaatar <pequeno>Kusuhashi et al., 2008</pequeno> - Espécie †T. reini Kusuhashi et al., 2008 - Género †Teutonodon Martin et al., 2016 - Espécie †Teutonodon langenbergensis Martin et al. 2016 - Família †Albionbaataridae Kielan-Jaworowska & Ensom, 1994 - Género †Albionbaatar Kielan-Jaworowska & Ensom, 1994 - Espécie †A. denisae Kielan-Jaworowska & Ensom, 1994 - Género †Kielanobaatar Kusuhashi et al., 2010 - Espécie †K. badaohaoensis Kusuhashi et al., 2010 - Género †Proalbionbaatar Hahn & Hahn, 1998 - Espécie †P. plagiocyrtus Hahn & Hahn, 1998 - Subordem †Gondwanatheria McKenna 1971 [Gondwanatheroidea Krause & Bonaparte 1993] - Família †Groeberiidae Patterson, 1952 - Género †Groeberia Patterson 1952 - Espécie †G. minoprioi Ryan Patterson, 1952 - Espécie †G. pattersoni G. G. Simpson, 1970 - Género †Klohnia Flynn & Wyss 1999 - Espécie †K. charrieri Flynn & Wyss 1999 - Espécie †K. principal Goin et al., 2010 - Género ?†Epiklohnia Goin et al., 2010 - Espécie †Epiklohnia verticalis Goin et al., 2010 - Género ?†Praedens Goin et al., 2010 - Espécie †Praedens aberrans Goin et al., 2010 - Família †Ferugliotheriidae Bonaparte, 1986 - Género †Ferugliotherium Bonaparte, 1986a [Vucetichia <pequeno>Bonaparte, 1990] - †Ferugliotherium windhauseni Bonaparte, 1986a [Vucetichia gracilis <pequeno>Bonaparte, 1990] - Género †Trapalcotherium Rougier et al., 2008 - †Trapalcotherium matuastensis Rougier et al., 2008 - Família †Sudamericidae Scillato-Yané & Pascual, 1984 [Gondwanatheridae Bonaparte, 1986; Patagonidae <pequeno>Pascual & Carlini, 1987</pequeno>] - Género †Greniodon Goin et al., 2012 - †Greniodon sylvanicus Goin et al., 2012 - Género †Vintana Krause et al., 2014 - †Vintana sertichi Krause et al., 2014 - Género †Dakshina Wilson, Das Sarama & Anantharaman, 2007 - †Dakshina jederi Wilson, Das Sarama & Anantharaman, 2007 - Género †Gondwanatherium Bonaparte, 1986 - †Gondwanatherium patagonicum Bonaparte, 1986 - Género †Sudamerica Scillato-Yané & Pascual, 1984 - †Sudamerica ameghinoi Scillato-Yané & Pascual, 1984 - Género †Lavanify Krause et al., 1997 - †Lavanificar miolaka Krause et al., 1997 - Género †Bharattherium Prasad et al., 2007 - †Bharattherium bonapartei Prasad et al.,, 2007 - Género †Patagónia Pascual & Carlini' 1987 - †Patagonia peregrina Pascual & Carlini' 1987 Predefinição:Recolher fundo Predefinição:Recolher topo - Subordem †Cimolodonta McKenna, 1975 - Género ?†Allocodon não Marsh, 1881 - Espécie †A. fortis Pântano, 1889 - Espécie †A. lentus Pântano, 1892 [Cimolomys lentus] - Espécie †A. pumilis Pântano, 1892 [Cimolomys pumilus] - Espécie †A. rarus Pântano, 1889 - Género ?†Ameribaatar Eaton & Cifelli, 2001 - Espécie †A. zofiae Eaton & Cifelli, 2001 - Género ?†Bubodens Wilson, 1987 - Espécie †Bubodens magnus Wilson, 1987 - Género ?†Clemensodon Krause, 1992 - Espécie †Clemensodon megaloba Krause, 1992 [Kimbetohia cambi, em partim] - Género ?†Fractinus Higgins 2003 - Espécie †Fractinus palmorum Higgins, 2003 - Género ?†Uzbekbaatar Kielan-Jaworowska & Nesov, 1992 - Espécie †Uzbekbaatar kizylkumensis Kielan-Jaworowska & Nesov, 1992</pequena> - Género ?†Viridomys <pequeno>Fox 1971 - Espécie †Viridomys orbatus Fox 1971 - Família †Corriebaataridae Rich et al., 2009 - Género ?†Corriebaatar Rich et al., 2009 - Espécie †Corriebaatar marywaltersae Rich et al., 2009 - Grupo Paracimexomys - Género Paracimexomys Archibald, 1982 - Espécies? †P. cruzi Cifelli, 1997 - Espécies? †P. dacicus Grigorescu & Hahn, 1989 - Espécies? †P. oardaensis (Codrea et al., 2014) [Barbatodon oardaensis Codrea et al., 2014] - Espécie †P. magnus (Sahni, 1972) Archibald, 1982 [Cimexomys magnus Sahni, 1972] - Espécie †P. magister (Fox, 1971) Archibald, 1982 [Cimexomys magister Fox, 1971] - Espécie †P. perplexo Eaton & Cifelli, 2001 - Espécie †P. robisoni Eaton & Nelson, 1991 - Espécie †P. priscus (Lillegraven, 1969) Archibald, 1982 [Cimexomys priscus Lillegraven, 1969; genótipo Paracimexomys sensu Eaton & Cifelli, 2001] - Espécie †P. propriscus Hunter, Heinrich & Weishampel 2010 - Género Cimexomys Sloan & Van Valen, 1965 - Espécie †C. antigo Fox, 1971 - Espécie †C. gregoryi Eaton, 1993 - Espécie †C. judithae Sahni, 1972 [Paracimexomys judithae (Sahni, 1972) Archibald, 1982] - Espécie †C. arapahoensis Middleton & Dewar, 2004 - Espécie †C. mais pequeno Sloan & Van Valen, 1965 - Espécies? †C. gratus (Jepson, 1930) Lofgren, 1995 [Cimexomys hausoi Archibald, 1983; Eucosmodon gratus Jepson, 1930; Mesodma ambigua? Jepson, 1940; Stygimus gratus Jepson, 1930] - Género †Bryceomys Eaton, 1995 - Espécie †B. fumosus Eaton, 1995 - Espécie †B. hadrosus Eaton, 1995 - Espécie †B. intermédio Eaton & Cifelli, 2001 - Oenus †Cedaromys Eaton & Cifelli, 2001 - Espécie †C. bestia (Eaton & Nelson, 1991) Eaton & Cifelli, 2001 [Paracimexomys bestia Eaton & Nelson, 1991] - Espécie †C. hutchisoni Eaton 2002 - Espécie †C. mínimo Eaton 2009 - Espécie †C. parvus Eaton & Cifelli, 2001 - Género †Dakotamys Eaton, 1995 - Espécies? †D. sp. Eaton, 1995 - Espécie †D. malcolmi Eaton, 1995 - Espécie †D. shakespeariano Eaton 2013 - Família †Boffidae Hahn & Hahn, 1983 sensu Kielan-Jaworowska & Hurum 2001 - Género †Boffius Vianey-Liaud, 1979 - Espécie †Boffius splendidus Vianey-Liaud, 1979 [Boffiidae <pequeno>Hahn & Hahn, 1983</pequeno> sensu <pequeno>Kielan-Jaworowska & Hurum, 2001</pequeno>] - Família †Cimolomyidae Marsh, 1889 sensu Kielan-Jaworowska & Hurum, 2001 - Género †Paressodon <pequeno>Wilson, Dechense & Anderson, 2010</pequeno> - Espécie †Paressodon nelsoni Wilson, Dechense & Anderson, 2010 - Género †Cimolomys <pequeno>Marsh, 1889</pequeno> [?Allacodon <pequeno>Marsh, 1889</pequeno>; Selenacodon <pequeno>Pântano, 1889</pequeno>] - Espécie †C. clarki <pequeno>Sahni, 1972</pequeno> - Espécie †C. gracilis <pequeno>Pântano, 1889</pequeno> [Cimolomys digona <pequeno>Pântano, 1889</pequeno>; Meniscoessus brevis; Ptilodus gracilis Osborn, 1893 não Gidley 1909; Selenacodon brevis <pequeno>Marsh, 1889</pequeno>] - Espécie †C. trochuus <pequeno>Lillegraven, 1969</pequeno> - Espécie †C. milliensis <pequeno>Eaton, 1993a</pequeno> - Espécie ?†C. bellus <pequeno>Pântano, 1889</pequeno> - Género ?†Essonodon <pequeno>Simpson, 1927</pequeno> - Espécie †E. browni <pequeno>Simpson, 1927</pequeno> [cimolodontidae? <pequeno>Kielan-Jaworowska e Hurum 2001</pequeno>] - Género ?†Buginbaatar <pequeno>Kielan-Jaworowska & Sochava, 1969</pequeno> - Espécie †Buginbaatar transaltaiensis <pequena>Kielan-Jaworowska & Sochava, 1969</pequena> - Género ?†Meniscoessus <pequeno>Cope, 1882</pequeno> [Dipriodon <pequeno>Marsh, 1889</pequeno>; Tripriodon Marsh, 1889 nomen dubium; Triprotodon Chure & McIntosh, 1989 nomen dubium; Selenacodon <pequeno>Pântano, 1889</pequeno>, Halodon <pequeno>Pântano, 1889</pequeno>, Oracodon <pequeno>Pântano, 1889</pequeno>] - Espécie †M. caperatus <pequeno>Pântano, 1889</pequeno> - Espécie †M. collomensis <pequeno>Lillegraven, 1987</pequeno> - Espécie †M. conquistus <pequeno>Cope 1882</pequeno> - Espécie †M. ferox <pequeno>Fox, 1971a</pequeno> - Espécie †M. intermédio <pequeno>Fox, 1976b</pequeno> - Espécie †M. principal <pequeno>(Russell, 1936)</pequeno> [Cimolomys principal <pequeno>Russell 1937</pequeno>] - Espécie †M. robustus <pequeno>(Marsh, 1889)</pequeno> [Dipriodon robustus <pequeno>Marsh 1889</pequeno>; Dipriodon lacunatus <pequeno>Marsh, 1889</pequeno>; Tripriodon coelatus <pequeno>Marsh, 1889</pequeno>; Meniscoessus coelatus <pequeno>Marsh, 1889</pequeno>; Selenacodon fragilis <pequeno>Marsh, 1889</pequeno>; Meniscoessus fragilis <pequeno>Pântano, 1889</pequeno>; Halodon sculptus <pequeno>(Marsh, 1889)</pequeno>; Cimolomys sculptus <pequeno>Pântano, 1889</pequeno>; Meniscoessus sculptus Pântano, 1889; Oracodon anceps <pequeno>Marsh, 1889</pequeno>; Oracodon conulus <pequeno>Marsh, 1892</pequeno>; Meniscoessus borealis Simpson, 1927c; Meniscoesus greeni <pequeno>Wilson, 1987</pequeno>] - Espécie †M. seminoensis Eberle & Lillegraven, 1998a - Família †Kogaionidae Rãdulescu & Samson, 1996 - Género †Kogaionon Rãdulescu & Samson, 1996 - Espécie †K. ungureanui <pequeno>Rãdulescu & Samson, 1996</pequeno> - Género †Hainina <pequeno>Vianey-Liaud, 1979</pequeno> - Espécie †H. bélgica <pequeno>Vianey-Liaud, 1979</pequeno> - Espécie †H. godfriauxi <pequeno>Vianey-Liaud, 1979</pequeno> - Espécie †H. pyrenaica <pequeno>Peláez-Campomanes, López-Martínez, Álvarez-Sierra & Daams, 2000</pequeno> - Espécie †H. vianeyae <pequeno>Peláez-Campomanes, López-Martínez, Álvarez-Sierra & Daams, 2000 - Género †Barbatodon Rãdulescu & Samson, 1986 - Espécie †B. transylvanicum Rãdulescu & Samson, 1986 - Família †Eucosmodontidae <pequeno>Jepsen, 1940</pequeno> sensu <pequeno>Kielan-Jaworowska & Hurum, 2001</pequeno> [Eucosmodontidae: Eucosmodontinae <pequeno>Jepsen, 1940</pequeno> sensu <pequeno>McKenna & Bell, 1997</pequeno>] - Género †Eucosmodon <pequeno>Matthew & Granger, 1921</pequeno> - Espécie †E. primus <pequeno>Granger & Simpson, 1929</pequeno> - Espécie †E. americano <pequeno>Cope, 1885</pequeno> - Espécie †E. molestus <pequeno>Cope, 1869</pequeno> [Neoplagiaulax molestus <pequeno>Cope, 1869</pequeno>] - Género †Stygimys <pequeno>Sloan & Van Valen, 1965</pequeno> - Espécie †S. camptorhiza <pequeno>Johnston & Fox, 1984</pequeno> - Espécie †S. cupressus <pequeno>Fox, 1981</pequeno> - Espécie †S. Eucosmodon kuszmauli [Eucosmodon kuszmauli] - Espécie †S. jepseni <pequeno>Simpson, 1935</pequeno> - Espécie †S. teilhardi <pequeno>Granger & Simpson, 1929</pequeno> - Família †Microcosmodontidae <pequeno>Holtzman & Wolberg, 1977</pequeno> [Eucosmodontidae: Microcosmodontinae <pequeno>Holtzman & Wolberg, 1977</pequeno> sensu <pequeno>McKenna & Bell, 1997</pequeno>] - Género †Pentacosmodon<pequeno>Jepsen, 1940</pequeno> - Espécie †P. pronus Jepsen, 1940 [Djadochtatheroid? <pequeno>(Kielan-Jaworowska & Hurum, 2001)</pequeno>] - Género †Acheronodon <pequeno>Archibald, 1982</pequeno> - Espécie †A. garbani <pequeno>Archibald, 1982</pequeno> - Género †Microcosmodon <pequeno>Jepsen, 1930</pequeno> - Espécie †M. conus <pequeno>Jepsen, 1930</pequeno> - Espécie †M. rosei <pequeno>Krause, 1980</pequeno> - Espécie †M. arcuatus <pequeno>Johnston & Fox, 1984</pequeno> - Espécie †M. woodi <pequeno>Holtzman & Wolberg, 1977</pequeno> [Eucosmodontina?] - Espécie †M. harleyi <pequeno>Weil, 1998</pequeno> - Superfamília †Ptilodontoidea Cope, 1887 sensu McKenna & Bell, 1997 e Kielan-Jaworowska & Hurum, 2001 - Família †Cimolodontidae Marsh, 1889 sensu Kielan-Jaworowska & Hurum, 2001 - Género †Liotomus <pequeno>Lemoine, 1882</pequeno> [Neoctenacodon <pequeno>Lemoine 1891</pequeno>] - Espécies? †L. marshi <pequeno>(Lemoine, 1882) Cope, 1884</pequeno> [Neoctenacodon marshi <pequeno>Lemoine, 1882</pequeno>; Neoplagiaulax marshi <pequeno>(Lemoine 1882)</pequeno>; Plagiaulax marshi <pequeno>(Lemoine 1882)</pequeno>] [Eucosmodontidae? <pequeno>McKenna e Bell, 1997]</pequeno> - Género †Yubaatar Xu et al., 2015 - Espécie †Yubaatar zhongyuanensis Xu et al., 2015 - Género †Anconodon <pequeno>Jepsen, 1940</pequeno> - Espécies? †A. lewisi <pequeno>(Simpson 1935) Sloan, 1987</pequeno> - Espécie †A. gibleyi (<pequeno>Simpson, 1935</pequeno>) [Ptilodus gidleyi <pequeno>Simpson, 1935</pequeno>] - Espécie †A. cochranensis (Russell, 1929) [Liotomus russelli (Simpson, 1935); Anconodon russelli <pequeno>(Simpson, 1935) Sloan, 1987</pequeno>; Ectopodon cochranensis <pequeno>(Russell, 1967)</pequeno>] - Género †Cimolodon <pequeno>Marsh, 1889</pequeno> [Nanomys <pequeno>Marsh, 1889</pequeno>, Nanomyops <pequeno>Marsh, 1892]</pequeno> - Espécie †C. agilis <pequeno>Pântano, 1889</pequeno> - Espécie †C. foxi <pequeno>Eaton, 2002</pequeno> - Espécie †C. gracilis <pequeno>Pântano, 1889</pequeno> - Espécie †C. electus <pequeno>Fox, 1971</pequeno> - Espécie †C. nitidus <pequeno>Marsh, 1889</pequeno> [Allacodon rarus <pequeno>Marsh, 1892</pequeno> sensu <pequeno>Clemens, 1964a</pequeno>; Nanomys minutus Marsh, 1889; Nanomyops minutus <pequeno>(Marsh, 1889) Marsh, 1892</pequeno>; Halodon serratus <pequeno>Marsh, 1889</pequeno>; Ptilodus serratus <pequeno>(Marsh, 1889) Gidley 1909</pequeno>] - Espécie †C. parvus <pequeno>Pântano, 1889</pequeno> - Espécie †C. peregrinus <pequeno>Donohue, Wilson & Breithaupt, 2013</pequeno> - Espécie †C. semelhante <pequeno>Fox, 1971</pequeno> - Espécie †C. wardi <pequeno>Eaton, 2006</pequeno> - Família Incertae sedis - Género Neoliotomus <pequeno>Jepsen, 1930</pequeno> - Espécie †N. convento <pequeno>Jepsen, 1930</pequeno> - Espécie †N. ultimus (Granger & Simpson, 1928) - Família †Neoplagiaulacidae Ameghino, 1890 [Ptilodontidae: Neoplagiaulacinae Ameghino, 1890 sensu McKenna & Bell, 1997] - Género †Mesodma <pequeno>Jepsen, 1940</pequeno> - Espécies? †M. hensleighi <pequeno>Lillegraven, 1969</pequeno> - Espécies? †M. senecta <pequeno>Fox, 1971</pequeno> - Espécie †M. ambigua <pequeno>Jepsen, 1940</pequeno> - Espécies? †M. pygmaea <pequeno>Sloan, 1987</pequeno> - Espécie †M. formosa <pequeno>(Marsh, 1889)</pequeno> [Halodon formosus <pequeno>Marsh, 1889]</pequeno> - Espécie †M. primaeva <pequeno>(Lambe, 1902)</pequeno> - Espécie †M. thompsoni <pequeno>Clemens, 1964</pequeno> - Género Ectypodus <pequeno>Matthew & Cranger, 1921</pequeno> [Charlesmooria <pequeno>Kühne, 1969 ]</pequeno> - Espécie †E. aphronorus <pequeno>Sloan, 1981</pequeno> - Espécies? †E. criança <pequena>Kühne, 1969</pequena> - Espécies? †E. elaphus <pequeno>Scott, 2005</pequeno> - Espécies? †E. lovei (Sloan, 1966) Krishtlaka & Black, 1975 - Espécie †E. musculus Matthew & Granger, 1921 - Espécie †E. powelli <pequeno>Jepsen, 1940</pequeno> - Espécies? †E. simpsoni <pequeno>Jepsen, 1930</pequeno> - Espécie †E. szalayi <pequeno>Sloan, 1981</pequeno> - Espécie †E. tardus <pequeno>Jepsen, 1930</pequeno> - Género †Mimetodon <pequeno>Jepsen, 1940</pequeno> - Espécie †M. krausei <pequeno>Sloan, 1981</pequeno> - Espécie †M. nanophus Holtzman, 1978 [Neoplagiaulax nanophus Holtzman, 1978] - Espécie †M. siberlingi<pequeno>(Simpson, 1935) Schiebout, 1974</pequeno> - Espécie †M. churchilli <pequeno>Jepsen, 1940</pequeno> - Género †Neoplagiaulax <pequeno>Lemoine, 1882</pequeno> - Espécie †N. annae <pequeno>Vianey-Liaud, 1986</pequeno> - Espécies? †N. burgessi <pequeno>Archibald, 1982</pequeno> - Espécie †N. cimolodontoides <pequeno>Scott, 2005</pequeno> - Espécie †N. copei <pequeno>Lemoine, 1885</pequeno> - Espécie †N. donaldorum <pequeno>Scott & Krause, 2006</pequeno> - Espécie †N. eocaenus <pequeno>Lemoine, 1880</pequeno> - Espécie †N. grangeri <pequeno>Simpson, 1935</pequeno> - Espécie †N. hazeni <pequeno>Jepsen, 1940</pequeno> - Espécie †N. hunteri <pequeno>Krishtalka, 1973</pequeno> - Espécie †N. jepi <pequeno>Sloan, 1987</pequeno> - Espécie †N. kremnus <pequeno>Johnston & Fox, 1984</pequeno> - Espécie †N. macintyrei <pequeno>Slaon, 1981</pequeno> - Espécie †N. macrotomeus <pequeno>Wilson, 1956</pequeno> - Espécie †N. mckennai <pequeno>Sloan, 1987</pequeno> - Espécie †N. nelsoni <pequeno>Sloan, 1987</pequeno> - Espécie †N. nicolai <pequeno>Vianey-Liaud, 1986</pequeno> - Espécie †N. paskapooensis <pequeno>Scott, 2005</pequeno> - Espécies? †N. serrilhador <pequeno>Scott, 2005</pequeno> - Espécie †N. sylvani <pequeno>Vianey-Liaud, 1986</pequeno> - Género †Parectypodus <pequeno>Jepsen, 1930</pequeno> - Espécie †P. armstrongi Johnston & Fox, 1984 - Espécies? †P. corystes <pequeno>Scott, 2003</pequeno> - Espécies? †P. foxi <pequeno>Armazenador, 1991</pequeno> - Espécie †P. laytoni <pequeno>Jepsen, 1940</pequeno> - Espécie †P. lunatus <pequeno>Krause, 1982</pequeno> [P. criança Kühne, 1969] - Espécie †P. simpsoni <pequeno>Jepsen, 1940</pequeno> - Espécie †P. sinclairi <pequeno>Simpson, 1935</pequeno> - Espécie †P. sloani <pequeno>Schiebout, 1974</pequeno> - Espécie †P. trovessartianus <pequeno>Cope, 1882</pequeno> [P. trouessarti; Ptilodus; Mimetodonte; Neoplágiaulax] - Espécie †P. sylviae <pequeno>Rigsby, 1980</pequeno> [Ectypodus sylviae <pequeno>Rigby, 1980</pequeno>] - Espécies? †P. vanvaleni <pequeno>Sloan, 1981</pequeno> - Género †Cernaysia <pequeno>Vianey-Liaud, 1986</pequeno> - Espécie †C. manueli <pequeno>Vianey-Liaud, 1986</pequeno> - Espécie †C. davidi <pequeno>Vianey-Liaud, 1986</pequeno> - Género †Krauseia <pequeno>Vianey-Liaud, 1986</pequeno> - Espécie †K. clemensi <pequeno>Sloan, 1981</pequeno> [Parectypodus clemensi <pequeno>Sloan, 1981</pequeno>] - Género †Xyronomys<pequeno>Rigby, 1980</pequeno> - Espécie †X. swainae <pequeno>Rigby, 1980</pequeno> [Xironomys (sic); ?Eucosmodontídeos] - Género †Xanclomys <pequeno>Rigby, 1980</pequeno> - Espécie †X. mcgrewi<pequeno>Rigby, 1980</pequeno> - Género †Mesodmops <pequeno>Tong & Wang, 1994</pequeno> - Espécie †M. dawsonae Tong & Wang, 1994 - Família †Ptilodontidae Cope, 1887 [Ptilodontidae: Ptilodontinae Cope, 1887 sensu McKenna & Bell, 1997] - Género †Kimbetohia <pequeno>Simpson, 1936</pequeno> - Espécie †K. cambi [Granger, Gregory and Colbert in Matthew, 1937, or Simpson, 1936] - Espécie †K. sp. cf. K. mudar - Género †Ptilodus <pequeno>Cope, 1881</pequeno> [Chirox <pequeno>Cope, 1884</pequeno>] - Espécies? †P. fratura - Espécie †P. kummae <pequeno>Krause, 1977</pequeno> - Espécie †P. gnomus Scott, Fox e Youzwyshyn, 2002 [cf. Ectypodus hazeni <pequeno>(Jepsen, 1940) Gazin, 1956</pequeno>] - Espécie †P. mediaevus <pequeno>Cope, 1881</pequeno> [Ptilodus plicatus <pequeno>(Cope, 1884)</pequeno>; Chirox plicatus Cope, 1884 P. ferronensis <pequeno>Gazin, 1941</pequeno>] - Espécie †P. montanus <pequeno>Douglass, 1908</pequeno>[P. gracilis <pequeno>Gidley, 1909</pequeno>; P. admiralis <pequeno>Hay, 1930</pequeno>] - Espécie †P. tsosiensis Sloan, 1981 - Espécie †P. wyomingensis <pequeno>Jepsen, 1940</pequeno> - Género †Baiotomeus <pequeno>Krause, 1987</pequeno> - Espécie †B. douglassi <pequeno>Simpson, 1935</pequeno> [Ptilodus; Mimetodonte; Neoplágiaulax] - Espécie †B. lamberti <pequeno>Krause, 1987</pequeno> - Espécie †B. russelli <pequeno>Scott, Fox e Youzwyshyn, 2002</pequeno> - Espécie †B. rotonião <pequeno>Scott, 2003</pequeno> - Género †Prochetodon <pequeno>Jepsen, 1940</pequeno> - Espécie †P. cavus <pequeno>Jespen, 1940</pequeno> - Espécie †P. foxi <pequeno>Krause, 1987</pequeno> - Espécie †P. taxus Krause, 1987 - Espécies? †P. speirsae <pequeno>Scott, 2004</pequeno> - Superfamília †Taeniolabidoidea Granger & Simpson, 1929 sensu Kielan-Jaworowska & Hurum, 2001 - Género †Prionessus <pequeno>Matthew & Granger, 1925</pequeno> - Espécie †P. Lúcifer <pequeno>Matthew & Granger, 1925</pequeno> - Família †Lambdopsalidae - Género †Lambdopsalis <pequeno>Chow & Qi, 1978</pequeno> - Espécie †L. bula <pequeno>Chow & Qi, 1978</pequeno> - Género †Sphenopsalis <pequeno>Matthew, Granger & Simpson, 1928</pequeno> - Espécie †S. nobilis <pequeno>Matthew, Granger & Simpson, 1928</pequeno> - Família †Taeniolabididae Granger & Simpson, 1929 - Género †Taeniolabis <pequeno>Cope, 1882</pequeno> - Espécie †T. lamberti <pequeno>Simmons, 1987</pequeno> - Espécie †T. taoensis <pequeno>Cope, 1882</pequeno> - Género †Kimbetopsalis - Espécie †K. Simmonsae - Superfamília †Djadochtatherioidea Kielan-Jaworowska & Hurum, 1997 sensu Kielan-Jaworowska & Hurum, 2001[Djadochtatheria Kielan-Jaworowska & Hurum, 1997] - Género? †Bulganbaatar <pequeno>Kielan-Jaworowska, 1974</pequeno> - Espécies? †B. nemegtbaataroides <pequeno>Kielan-Jaworowska, 1974</pequeno> - Género †Nemegtbaatar <pequeno>Kielan-Jaworowska, 1974</pequeno> - Espécies? †N. gobiensis <pequeno>Kielan-Jaworowska, 1974</pequeno> - Família †Chulsanbaataridae Kielan-Jaworowska, 1974</pequeno> - Género †Chulsanbaatar <pequeno>Kielan-Jaworowska, 1974</pequeno> - Espécie †C. vulgaris <pequeno>Kielan-Jaworowska, 1974</pequeno> - Família †Sloanbaataridae <pequeno>Kielan-Jaworowska, 1974</pequeno> - Género †Kamptobaatar <pequeno>Kielan-Jaworowska, 1970</pequeno> - Espécies? †K. kuczynskii <pequeno>Kielan-Jaworowska, 1970</pequeno> - Género †Nessovbaatar Kielan-Jaworowska & Hurum, 1997 - Espécie †N. multicostatus Kielan-Jaworowska & Hurum, 1997 - Género †Sloanbaatar <pequeno>Kielan-Jaworowska, 1974</pequeno> - Espécie †S. mirabilis <pequeno>Kielan-Jaworowska, 1974</pequeno> [Sloanbaatarinae] - Família †Djadochtatheriidae <pequeno>Kielan-Jaworowska $ Hurum, 1997</pequeno> - Género †Kryptobaatar <pequeno>Kielan-Jaworowska, 1970</pequeno> [Gobibaatar <pequeno>Kielan-Jaworowska, 1970</pequeno>, Tugrigbaatar <pequeno>Kielan-Jaworowska & Dashzeveg, 1978] - Espécie †K. saichanensis Kielan-Jaworowska & Dashzeveg, 1978 [Tugrigbaatar saichaenensis Kielan-Jaworowska & Dashzeveg, 1978??] - Espécie †K. dashzevegi Kielan-Jaworowska, 1970 - Espécie †K. mandahuensis Smith, Guo & Sun, 2001 - Espécie †K. gobiensis Kielan-Jaworowska, 1970 [Gobibaatar parvus Kielan-Jaworowska, 1970 ] |

|}